# PFC Lokomotiv Mezdra
PFC Lokomotiv Mezdra (bulgară ПФК Локомотив Мездра) este un club de fotbal din Mezdra, Bulgaria.Echipa susține meciurile de acasă pe Stadionul Lokomotiv cu o capacitate de 5.000 de locuri.

## Lotul sezonului 2009-2010
| Nr. |          | Poziție | Jucător                                  |
| --- | -------- | ------- | ---------------------------------------- |
| 1   | Bulgaria | P       | Iordan Gospodinov (on loan from Slavia)  |
| 2   | Bulgaria | F       | Martin Kavdanski (on loan from Slavia)   |
| 3   | Bulgaria | F       | Kiril Djorov                             |
| 4   | Bulgaria | F       | Nikolai Hristozov                        |
| 7   | Bulgaria | M       | Strati Iliev                             |
| 8   | Bulgaria | M       | Viktor Sofroniev                         |
| 10  | Bulgaria | A       | Ismail Isa (on loan from Levski)         |
| 11  | Bulgaria | M       | Borislav Baldjiski (on loan from Levski) |
| 14  | Bulgaria | F       | Zdravko Stankov                          |
| 15  | Bulgaria | A       | Desislav Rusev                           |
| 16  | Bulgaria | M       | Dimităr Petkov (on loan from CSKA)       |
| 17  | Bulgaria | A       | Liubomir Todorov                         |

| Nr. |                  | Poziție | Jucător                             |
| --- | ---------------- | ------- | ----------------------------------- |
| 18  | Bulgaria         | M       | Martin Kercev                       |
| 20  | Bulgaria         | A       | Boian Gaitanov                      |
| 21  | Bulgaria         | M       | Anatoli Todorov                     |
| 22  | Bulgaria         | M       | Ruslan Ivanov                       |
| 24  | Bulgaria         | F       | Stanimir Gospodinov                 |
| 25  | Bulgaria         | F       | Iavor Iankov                        |
| 26  | Coasta de Fildeș | A       | Abudramae Bamba                     |
| 28  | Bulgaria         | A       | Boian Tabakov (on loan from Levski) |
| 29  | Bulgaria         | F       | Țvetan Zarev                        |
| 33  | Bulgaria         | P       | Iordan Linkov                       |
| 77  | Bulgaria         | M       | Milan Koprivarov                    |
| 99  | Bulgaria         | F       | Predrag Pažin                       |